# 布勒克尔
布勒克尔是德国下萨克森州的一个市镇。总面积16.33平方公里，总人口1769人，其中男性883人，女性886人（2011年12月31日），人口密度108人/平方公里。